# Drepanogynis sogai
Drepanogynis sogai är en fjärilsart som beskrevs av Claude Herbulot 1960. Drepanogynis sogai ingår i släktet Drepanogynis och familjen mätare. Inga underarter finns listade i Catalogue of Life.